# Hemiscolopendra platei
Hemiscolopendra platei är en mångfotingart som först beskrevs av Carl Graf Attems 1903.  Hemiscolopendra platei ingår i släktet Hemiscolopendra och familjen Scolopendridae. Inga underarter finns listade i Catalogue of Life.